# Дальний (Новосибирская область)
Дальний — исчезнувший посёлок в Болотнинском районе Новосибирской области. На момент упразднения входил в состав Егоровского сельсовета. Исключен из учётных данных в 1968 году.

## География
Располагался на левом берегу реки Правая Терь, в 5 км к юго-востоку от деревни Терск.

## История
Посёлок был основан в 1908 г. В 1926 году состоял из 79 хозяйств. В административном отношении являлся центром Дальнего сельсовета Гутовского района Новосибирского округа Сибирского края.
Упразднён в 1968 году.

## Население
По переписи 1926 г. в посёлке проживало 436 человек (205 мужчин и 231 женщина), основное население — белоруссы.